# Dionisio Arce
Dionisio Arce   (San Juan Bautista, 14 de juny de 1927 - Bracciano, 5 de novembre de 2000) fou un futbolista paraguaià de la dècada de 1950 i entrenador de futbol.
Fou 7 cops internacional amb la selecció del Paraguai amb la qual participà en el Campionat sud-americà de 1949. Pel que fa a clubs, passà la major part de la seva carrera a Itàlia, on defensà els colors de SS Lazio, SSC Napoli, UC Sampdoria, Novara, Torino FC, Palermo i Spal.